# Can Saliné
Can Saliné és un edifici de Ventalló (Alt Empordà) que forma part de l'Inventari del Patrimoni Arquitectònic de Catalunya. Està situat dins del petit nucli de Montiró, a l'extrem nord-est del municipi de Ventalló al qual pertany. Està ubicada a l'extrem sud-est del nucli urbà del poble.

## Descripció
És un edifici aïllat de planta quadrada, format per tres crugies perpendiculars a la façana principal, amb jardí davanter. Presenta la coberta de teula de dues vessants, amb un badalot de planta quadrada a manera de torre, amb teulada de quatre vessants. Està distribuït en planta baixa i dos pisos, remarcats a les façanes amb cornises motllurades. Les obertures de l'edifici són rectangulars, amb l'emmarcament d'obra. A la planta baixa hi ha finestres i al primer pis balcons exempts amb baranes de ferro treballades.
De la façana principal destaca la galeria de set arcs de mig punt, amb baranes individuals bastides amb balustres. Les façanes principal i posterior estan coronades per una barana d'obra amb plafons decoratius de gelosia. Per contra, a les façanes de llevant i ponent sobresurt l'eix carener de la teulada. A l'interior de la casa hi ha estances amb forjats de biguetes metàl·liques i una gran sala central. La construcció està arrebossada i emblanquinada, amb els motius destacables en gris.